# Łazik południowy
Łazik południowy (Traversia lyalli) – gatunek wymarłego ptaka z rodziny barglików (Acanthisittidae). Był nielotnym, nocnym endemitem wyspy Stephens Island (położonej na północ od nowozelandzkiej Wyspy Południowej). Wymarł na przełomie XIX i XX wieku. Łazik południowy jest uważany za jedyny znany gatunek wytępiony przez tylko jednego osobnika. Zgodnie z powszechnym przekazem cała populacja została zgładzona przez kota o imieniu Tibbles należącego do strażnika miejscowej latarni morskiej w 1894. Według innego źródła na wyspie było wiele zdziczałych kotów, a imię kota jest zmyślone. Znany również jako „strzyżyk ze Stephens Island”.

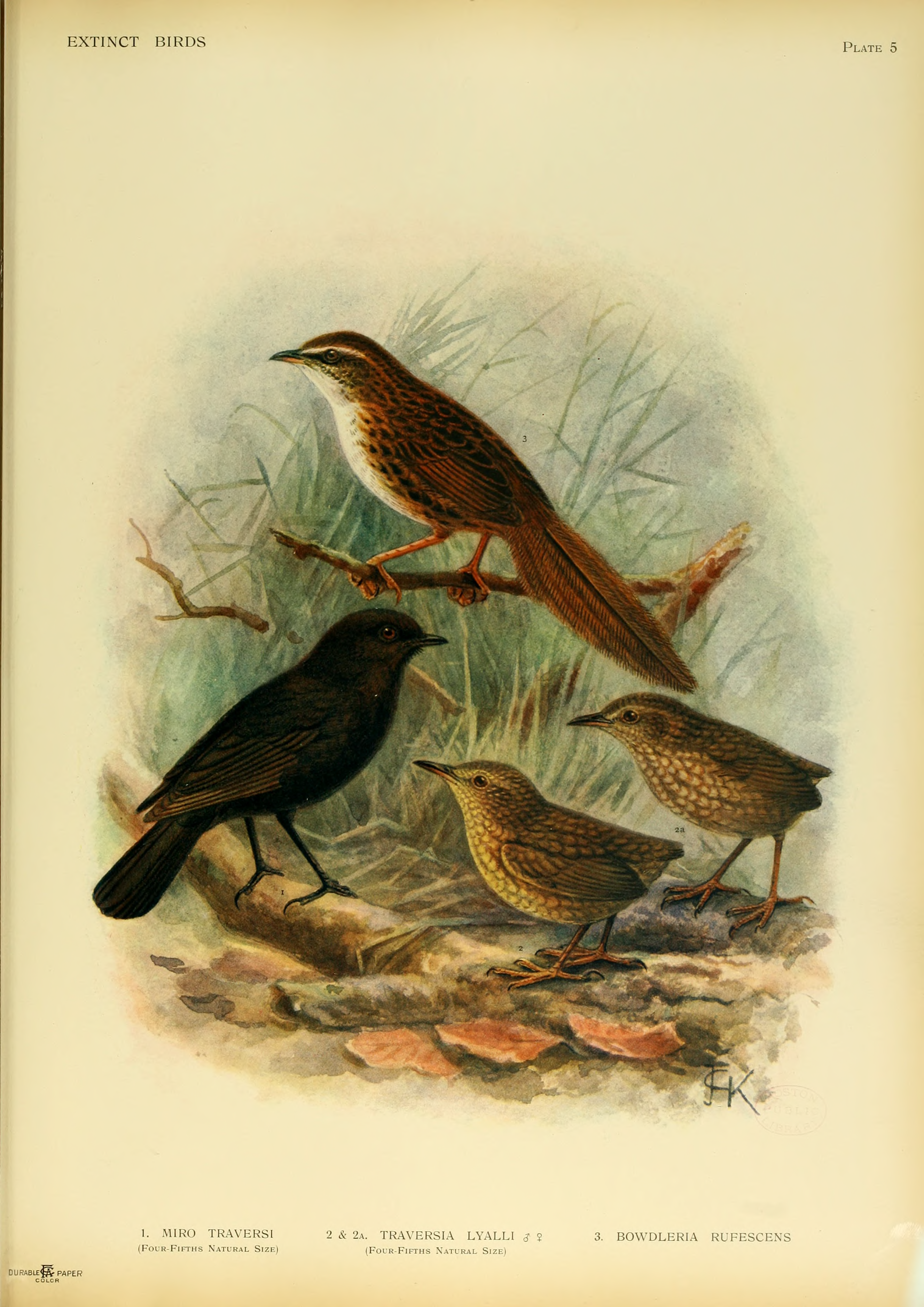
Para łazików południowych (na dole po prawej) – ilustracja J.G. Keulemansa w Extinct Birds (1907) Waltera Rothschilda

Epitet gatunkowy tego barglika upamiętnia asystenta strażnika latarni, Davida Lyalla, który skierował nań uwagę naukowców. Początkowo został opisany w osobnym rodzaju Traversia, na cześć naturalisty, taksydermisty i handlarza osobliwości Henry’ego H. Traversa, który spreparował wiele okazów od Lyalla. Zazwyczaj był uważany za przedstawiciela „strzyżyków” z rodzaju Xenicus, które są nowozelandzką linią prymitywnych wróblowych, jedynie wyglądem zbliżonych do strzyżyków, zaliczaną do osobnej rodziny barglików. Obecnie systematycy znów umieszczają go w osobnym, monotypowym rodzaju Traversia, należącym do tej samej rodziny barglików.
Prace archeologiczne ujawniły, że łazik południowy był w przeszłości rozprzestrzeniony na dwóch głównych wyspach Nowej Zelandii. Zniknięcie łazika z tych wysp było przypuszczalnie związane z drapieżnictwem szczura polinezyjskiego (Rattus exulans), który pojawił się na nich około roku 1280 przywleczony przez ludy polinezyjskie. Ostatnia populacja z wyspy Stephens Island, uznawanego wcześniej za wymarły gatunku, została odkryta i wytępiona w 1894 roku.
Jak niezdolny do lotu ptak przemierzył 3,2 km oceanu na Stephens Island, nie jest jasne. Jednak obecność żaby z gatunku Leiopelma hamiltoni świadczy o tym, że tratwy z roślinności mogą być wystarczającym środkiem do pokonywania morza. Dlatego uznać można za szczęśliwy zbieg okoliczności to, że łazik południowy został odkryty żywy przez naukowców (przynajmniej na kilka miesięcy), ponieważ cokolwiek, co mogło przetransportować go na tę wyspę, mogło w ten sam sposób przetransportować szczura polinezyjskiego.
Łazik południowy jest najbardziej znany spośród jedynie około pięciu nielotnych gatunków wróblowych znanych nauce, z których wszystkie zasiedlały jakąś wyspę i wyginęły. Pozostałe, poza trznadlem z gatunku Emberiza alcoveri z Teneryfy, były spokrewnione z rodzajem Xenicus. Dodatkowo łazik zaroślowy (Xenicus longipes) – kolejny wymarły gatunek barglika i wymarły Bowdleria rufescens z rodziny Megaluridae były także nielotne, ale potrafiły efektywnie podskakiwać, pomagając sobie przy tym trzepotaniem skrzydłami.